# HD201032
HD201032 — хімічно пекулярна зоря спектрального класу A5, що має видиму зоряну величину в смузі V приблизно  7,3.
Вона  розташована на відстані близько 431,4 світлових років від Сонця.